# Parafia Przemienienia Pańskiego w Woli Zarczyckiej
Parafia Przemienienia Pańskiego w Woli Zarczyckiej – rzymskokatolicka parafia należąca do dekanatu Leżajsk II w archidiecezji przemyskiej. 

## Historia
Parafię uposażył w 1578 roku król Stefan Batory, przy powtórnej lokacji wioski na prawie niemieckim, przeznaczył kościołowi 1 łan pola i dziesięciny. Uposażenie parafii potwierdził 13 sierpnia 1605 roku król Zygmunt II, a następnie 20 marca 1635 roku król Władysław IV. Pierwszego proboszcza parafia otrzymała 1 stycznia 1598 roku. Został nim ks. Jan Bendoński. Pierwotny drewniany kościół został wzniesiony przed rokiem 1598, wraz z utworzeniem parafii. Konsekrował go 6 grudnia 1611 roku biskup bakowski Walerian Lubieniecki pw. Przemienienia Pańskiego. W 1624 roku Tatarzy zrabowali kościół, lecz go nie spalili. W 1912 roku kościół ten został przeniesiony do Wólki Niedźwiedzkiej.
Obecny murowany, trzynawowy, neogotycki kościół wzniesiony został w latach 1907–1912, staraniem ks. Józefa Gryzieckiego, według projektu sporządzonego przez architekta Bajana. Nową świątynię konsekrował 17 czerwca 1919 roku bp Karol Fischer, nadając jej tytuł Przemienienia Pańskiego. Polichromię wykonał w latach 60. XX wieku art. Zygmunt Wiglusz z Krakowa. Wyposażenie neogotyckie wnętrza sprawione zostało po wybudowaniu kościoła. W kościele znajdują się organy 16 głosowe, zbudowane w 1932 roku.
W ostatnich latach świątynia przeszła gruntowny remont, polegający m.in. na wykonaniu pionowej izolacji zewnętrznej i wewnętrznej połączonej z odwodnieniem świątyni i odnowie elewacji całego kościoła nawiązującej do jego pierwotnego wyglądu.
Na terenie parafii jest 3 750 wiernych (w tym: Wola Zarczycka – 2 308, Kołacznia – 890, Parszywka – 330, Łoiny – 90, Flisy – 60, Smycze – 100).
Proboszczowie parafii;
1583–1606. ks. Jan Bedoński.
1606–1617. ks. Tomasz Hanusiewicz.
1617–1627. ks. Paweł Dobranowicz.
1627–1646. ks. Maciej Kołkowicz.
1646–1659. ks. Maciej Kozicki.
1659–1673. ks. Marcin Nyczewicz.
1673–1675. ks. Jan Jaroszowicz.
1675. ks. Mikolaj Masowic.
1675– ?. ks. Mikołaj Wyżycki.
 ? –1688. ks. Adam Cieszejko.
1688–1707. ks. Wojciech Slacki.
1707–1716. ks. Michał Mielecki.
1716–1736. ks. Wojciech Słabiński.
1736–1755. ks. Antoni Stachowicz.
1760–1784. ks. Maciej Buczkowski.
1794–1819. ks. Fortunat Niklewicz.
1820–1834. ks. Józef Jawurek.
1834–1862. ks. Michał Świsterski.
1863–1893. ks. Marian Pogórski.
1893–1922. ks. Józef Gryziecki.
1922–1939. ks. Antoni Kuziara.
1939–1961. ks. Stanisław Sołtysik.
1961–1964. ks. Kazimierz Bugier.
1964–1972. ks. Józef Wójcik.
1972–2000. ks. Edward Pocałuń.
2000– nadal ks. Józef Łobodziński.